# سجده تلاوت

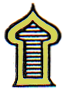
نشانهٔ آیهٔ سجده در قرآن

سجدهٔ تلاوت که از آن به سجدهٔ عزیمه نیز یاد می‌شود سجده‌ای است که به سبب تلاوت آیات سجده در قرآن، بر شخص مسلمان واجب یا مستحب می‌گردد.

## آیات سجده
آیات سجده پانزده آیه است که سجده در چهار آیه، واجب و در یازده آیه، مستحب است.

### آیات سجدهٔ واجب یا عزائم
از امام جعفر صادق ع نقل شده که:
عزائم عبارتند از: الم تنزیل، و حم السجده، و النّجم و اقراء باسم ربِّک؛ و سوای این‌ها در تمامی قرآن مستحبّ است و واجب نمی‌باشد.
[

### آیات سجدهٔ مستحب
در ۱۱ مورد، سجده کردن مستحب است.

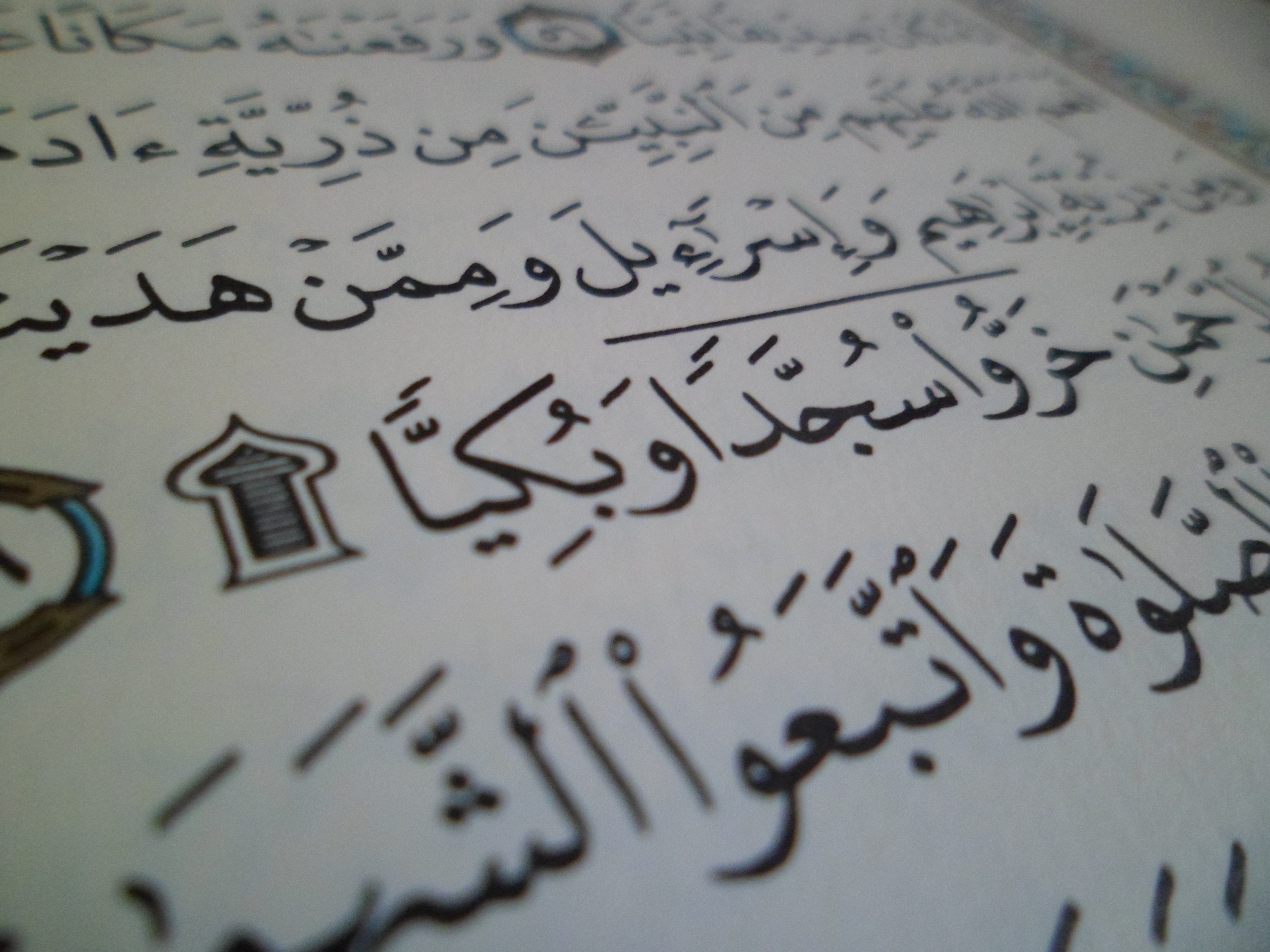
آیهٔ سجده در سورهٔ مریم

1. سوره اعراف (آیه ۲۰۶ آخر سوره)، وقتی که به «وَ لَهُ یسْجُدُونَ» رسید.
2. سوره رعد (آیه ۱۵) وقتی که به «وَ ظِلالَهُمْ بِالغُدُوِّ وُ الْاصالِ» رسید.
3. سوره نحل (آیه ۴۹ و ۵۰) وقتی که به «وَ یفْعَلُونَ ما یؤْمَرُونَ» رسید.
4. سوره بنی‌اسرائیل (آیه ۱۰۷ تا ۱۰۹) وقتی که به «وَ یزِیدُهُمْ خُشُوعاً» رسید.
5. سوره مریم (آیه ۵۸)، وقتی که به «خَرُّوا سُجَّداً وَ بُکیا» رسید.
6. سوره حج (آیه ۱۸)، وقتی که به «یفْعَلُ ما یشاءُ» رسید.
7. سوره حج (آیه ۷۷)، وقتی که به «وَ افْعَلُوا الْخَیرَ» رسید.
8. سوره فرقان (آیه ۶۰)، وقتی که به «وَ زادَهُمْ نُفُوراً» رسید.
9. سوره نمل (آیه ۲۵ و ۲۶)، وقتی که به «رَبُّ الْعَرْشِ الْعَظِیمِ» رسید.
10. سوره ص (آیه ۲۴)، وقتی که به «وَ خَرَّ راکعاً وَ أَنابَ» رسید.
11. سوره انشقاق (آیه ۲۱)، وقتی که به «إِذا قُرِئَ» رسید.[نیازمند منبع]

## احکام

### دیدگاهسید روح‌الله خمینی
اگر انسان به آیات مذکور گوش فرا دهد واجب است که سجده کند و اگر تنها آنها را بشنود (به گوش او برسد بدون این که قصد شنیدن داشته باشد) اگر چه سجده واجب نیست ولی احتیاط آن است باز سجده کند.
آنچه موجب وجوب سجده می‌شود شنیدن تمام آیه است ولی اگر بخشی از آیه را هم شنید، احتیاطاً سجده کند.
سجده در هنگام شنیدن این آیات واجب فوری است و نباید تأخیر بیفتد و اگر احیاناً تأخیر افتاد در اولین فرصت باید آن را بجا آورد.
شنیدن از بچه یا کسی که قصد تلاوت ندارد یا ضبط صوت، سجده کردن را واجب نمی‌کند، اگر چه احتیاط در آن است که سجده بجا آورد.
در سجده واجب قرآن نمی‌شود بر چیزهای خوراکی و پوشاکی سجده کرد، ولی سایر شرایط سجده را که در نماز است، لازم نیست مراعات کنند.
سوره‌های سجده دار را نباید در نماز خواند و موجب بطلان نماز می‌شود.
بر فرد جنب و حائض حرام است خواندن کلمه یا آیه ای از این سوره‌ها؛ چه آیه سجده باشد یا آیات دیگر این چهار سوره.